# Дніпрові кручі
Дніпрові кручі — комплексна пам'ятка природи місцевого значення в Україні, розташована в Києві, у Печерському районі.  

## Опис
Територія Дніпрових круч охоплює 105,3 га та простягається вздовж Набережного шосе від Пішохідного мосту до мосту Патона.  
Особливістю цієї місцевості є поєднання цінних природних біотопів та історичних пам'яток. Лесові кручі зберегли угруповання листяного лісу, що дозволяє уявити, як виглядав Київ з боку Дніпра у часи Київської Русі.  
На схилах ростуть багатоярусні деревостани, утворені ясеном високим, липою серцелистою, кленом гостролистим, гіркокаштаном кінським. Також поширені в'яз гладенький, робінія та клен американський.  
Чагарниковий ярус представлений кленом татарським, бузиною чорною, свидею криваво-червоною, жостером проносним, крушиною ламкою та глодом псевдокривостовпчиковим. Стовбури дерев обвивають дівочий виноград та хміль.  
Трав'яний покрив представлений щавлем лісовим, будрою плющевидною, а навесні тут квітнуть гусячі цибульки мала, жовта та маленька, а також конвалія травнева.  

## Фауна
У триярусних деревостанах мешкає велика кількість комах, серед яких червонокнижні метелик махаон та бджола тесля фіолетова.  
Територія є важливою для багатьох птахів, зокрема синиць, повзиків, підкоришників, кропив'янок, мухоловок, дроздів та соловейка західного.  
Серед ссавців поширені кріт, їжак білочеревий, мідиця та білозубка звичайна. Також зустрічаються нориця лугова, підземна, миша польова, сіра соня, білка, ласка та чорний тхір.  

## Охоронний статус
Комплексна пам'ятка природи місцевого значення «Дніпрові кручі» була оголошена рішенням Київської міської ради від 15 березня 2007 року № 254/915.  

## Галерея

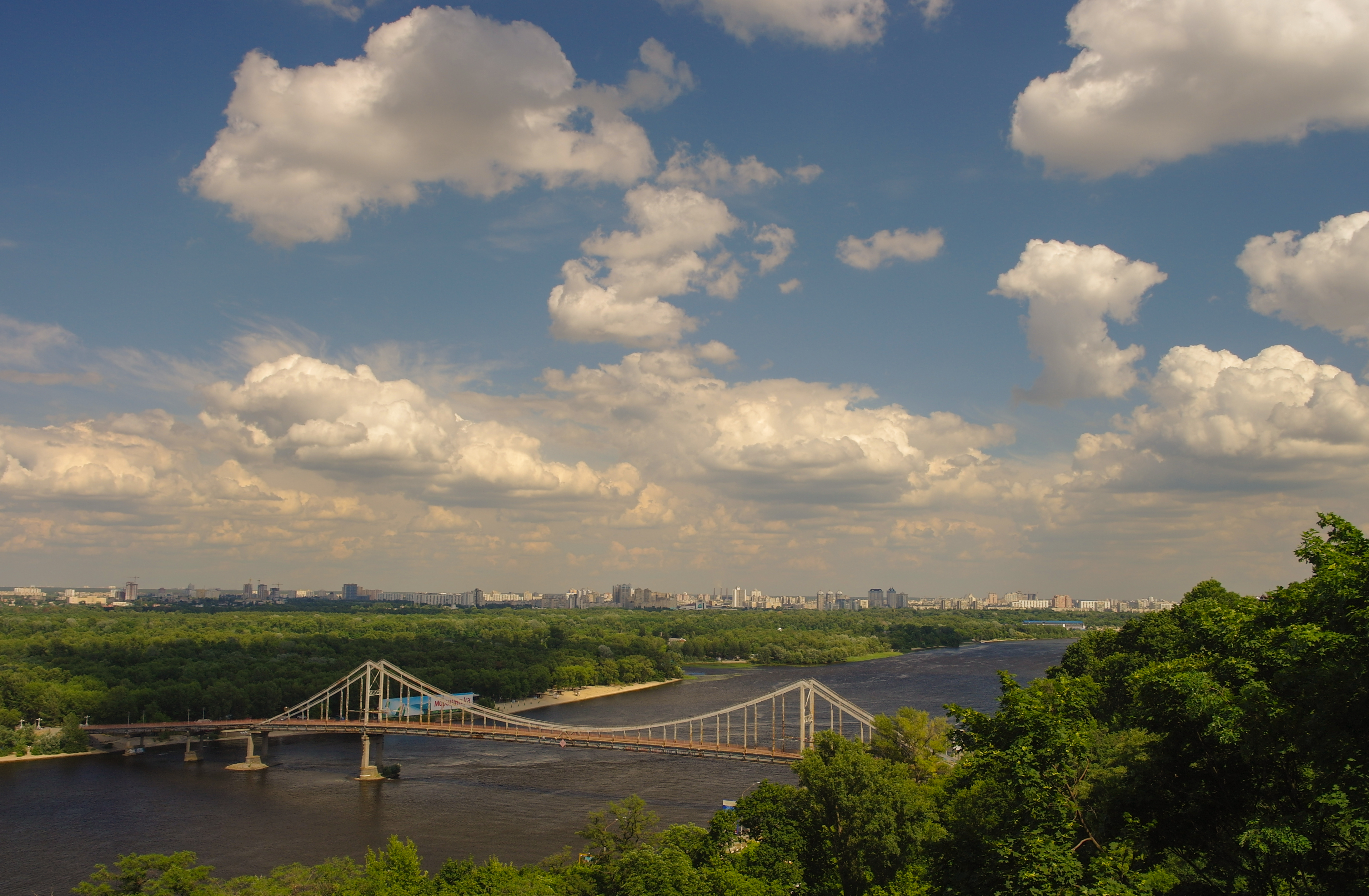
Вид на Дніпрові кручі